# Kingpin: Life of Crime
A Kingpin: Life of Crime egy elsőszemélyű nézetet használó akciójáték (FPS), melyet a Xatrix Entertainment fejlesztett és az Interplay adott ki 1999-ben. A játék főhőse egy bűnöző, akit a történet elején alaposan helybenhagynak a maffiafőnök Kingpin emberei, és maga a sztori a bosszúvágyáról szól. Nem sokkal jelent meg a Columbine High School-ban elkövetett ámokfutás után, és ezért, valamint nyers stílusa miatt számos forgalmazó törölte a kínálatából, még annak ellenére is, hogy a kritika jól fogadta.
A játékot átportolták Linuxra is, 2020-ban pedig a 3D Realms bejelentette, hogy az Interplay-jel közösen Kingpin: Reloaded címmel elkészítik a remasterelt verzióját is, amely 2023-ban jelent meg. Magyarországon a PC Guru 2001. júniusi száma teljes játékként jelentette meg.

## Háttere
A játék egy alternatív múltban játszódik, ahol az 1930-as évekre jellemző art deco stílust ötvözték a modern technológiával. A világ megtervezéséért az azóta olyan játékok, mint a Half-Life 2 vagy a Fallout 4 készítésében közreműködő Viktor Antonov volt a felelős, aki a Szárnyas fejvadász gengsztervilágba helyezett verzióját álmodta meg. A sci-fi hátteret a később a projekthez csatlakozó Cypress Hill zenéje tette realisztikusabbá.
A játék világában a bűn és a bűnözés teljesen természetes dolgok. A helyszín Skidrow városa, a kezdő pályák pedig annak is a leglepusztultabb, legelhagyatottabb környékei. Ebben a közegben gyakorlatilag mindenki vagy bűnöző, vagy prostituált, vagy hajléktalan. Miután a maffiavezér Kingpin jobb kezének, Nikki Blancónak az emberei alaposan helybenhagyják, karakterünk itt tér magához. A játék történetéből nem derül ki, hogy pontosan miért, de Nikki ki akarja túrni a karakterünket a területéről és életveszélyesen megfenyegeti arra az esetre, ha netán vissza akarna térni.
A játékos karaktere bosszúvágyból indul neki a világnak, és kezdetben nem áll rendelkezésére más fegyver, csak egy vascső. Ahhoz, hogy beteljesítse bosszúját és eközben feljebb jusson az alvilági ranglétrán, számos kalandon kell keresztül mennie, és sok helyszínre látogat el: többek között vegyiüzembe, acélműbe, vagy épp vasútállomásra – hogy végül eljusson Radio Citybe, Kingpin otthonába.
A sztorit sok szempontból inspirálták a Ponyvaregény és A nagy Lebowski című filmek, néhány közvetlen utalást el is rejtettek. 

## Játékmenet
A Kingpinhez hozzátartozik a rengeteg káromkodás és erőszak. Akkoriban érdekes újításként a karaktermodellek sebződése területfüggő lett: egy fejre mért csapás jóval erősebb, mint a láblövés. Ez vizuálisan is megjelenik az adott testrészen: a sérült karakter vérzik, és ha elmenekül, az általa hagyott vérnyomokat követve a nyomára lelhetünk. Testünket védelemmel láthatjuk el, ami a fejet, a testet, és a lábakat külön-külön védi. A játékban fellelhető fegyvereket tetszés szerint módosíthatjuk különféle fejlesztésekkel.
Akciójátékokban szokatlan módon nagy jelentősége van a nem játékos karakterekkel való interakciónak. Beszédbe elegyedhetünk velük, melynek segítségével információkat tudhatunk meg, bandatagokat vehetünk fel, illetve kiprovokálhatjuk, hogy nekünk támadjanak. Reakciójuk attól is függ, hogy előrántott fegyverrel vagy anélkül szólunk hozzájuk. Néhány helyszínen (pl. bárokban, klubokban) kötelező eltennünk a fegyvert. Bandatagok felvétele egyes küldetések esetében lényeges, ugyanis bizonyos karakterek vannak csak a továbbjutáshoz szükséges képességek birtokában.
A játékban szerepel pénz is. Minden levadászott ellenség tetemében pénzt kereshetünk, amelyet az egyes pályákon található Pawn-O-Matic boltokban költhetünk el fegyverre vagy páncélra, illetve ebből toborozhatunk embereket.

## Zene
A zenéért az amerikai rapcsapat, a Cypress Hill felelt, akiknek három száma is szerepelt a játékban a "IV" című albumukról ("16 Men Till There's No Men Left", "Checkmate", "Lightning Strikes"). Háttérzeneként ennek a három számnak az instrumentális változata is hallható egyes pályákon. A banda tagjai egyes karaktereket szinkronizáltak is.
Angliában az ottani kiadáshoz egy ingyenes Ministry of Sound CD-t is csomagoltak.

## Botrányok
A Kingpin körül számos botrány robbant ki, főként a rengeteg káromkodás és az erőszakos játékmenet miatt. Már eleve azért is reflektorfénybe került, mert ez volt az első játék, ami megjelent a Columbine középiskolában rendezett mészárlás után. A Kongresszus és különféle lobbisták részéről nagy volt a nyomás a videojáték-iparon, ugyanis az erőszakos viselkedésért őket (is) tették felelőssé. Számos képviselő kereste meg a Xatrix-et, hogy ne adják ki a játékot, az ügyet a Szenátusban is tárgyalták, a Média- és Családügyi Állami Intézet (NIMF) pedig jelentésében kiemelten foglalkozott a programmal. Ezekre válaszul a Xatrix annyit tett, hogy a programba épített egy jelszóval védett lehetőséget, amellyel kevesebb erőszak és kisípolt káromkodások aktiválódtak. De emellett kihangsúlyozták azt, amire a játék telepítője során is utaltak, hogy a Kingpin nem kiskorúaknak való játék.
Mindezek ellenére, több hálózat, mint a Best Buy, a Wal-Mart, vagy a Toys "R" Us, megtagadták a forgalmazást.

## Fogadtatás
Az Egyesült Államokban a korlátozások miatt szerény példányszámban fogyott, Európában viszont mérsékelt siker lett. A kritikák vegyesek voltak: sokan dicsérték azt, amit az akkor már két éves Quake II grafikus motorból kihoztak a fejlesztők, illetve dicsérték még az interaktív környezetet és a nem játékos karaktereket. Mások szerint a játék igazából elég sekélyes, az erőszak benne öncélú, és kijavítatlan bugok is maradtak a programban.

## Utóélete
A beépített többjátékos mód menedzselését a heat.net és az Mplayer szolgáltatások végezték, azok megszűnéséig. Ezután a GameSpy Arcade vette át, de 2014-ben az is megszűnt, így ma már egy aktív rajongói közösség felel a szerverek fenntartásáért.
A játék megjelenését követően a fejlesztő Xatrix megszűnt, helyette Gray Matter Interactive Studios néven új céget alapítottak.
2004-ben az Interplay bejelentette a Kingpin 2-t PC-re és Xbox-ra, 2005-ös megjelenéssel, ám ez végül sosem készült el.
2014-ben Frederik Schreiber, a Slipgate Studios vezetője feltette a kérdést, hogy kinél van a játék forráskódja és a kiadási jogok. 2016-ban Herve Caen az Interplay részéről válaszolt és azt mondta, hogy a kiadási jogok még náluk vannak, azonban a forráskódról egy szót sem szólt. Schreiber, aki a 3D Realms-nek is dolgozott, és az Interplay között a játék vonatkozásában tárgyalások kezdődtek, majd 2020-ban bejelentették, hogy érkezik a "Kingpin: Reloaded". Eredetileg 2020 közepi megjelenést terveztek, azonban kiderült, hogy a játék forráskódja valóban elveszett, ezért Unity grafikus motor alatt az egészet újra kell tervezni. A játék végül 2023 decemberében jelent meg, többnyire negatív kritikákat kapva.

## Fordítás
Ez a szócikk részben vagy egészben  a   Kingpin: Life of Crime című angol Wikipédia-szócikk ezen változatának fordításán alapul.  Az eredeti cikk szerkesztőit annak laptörténete sorolja fel. Ez a jelzés csupán a megfogalmazás eredetét és a szerzői jogokat jelzi, nem szolgál a cikkben szereplő információk forrásmegjelöléseként.